# Renate Ragwitz
Renate Ragwitz (* 1951) ist eine Historikerin und Stadtführerin in Weimar.
Sie war von 1975 bis 1981 wissenschaftliche Mitarbeiterin an der Nationalen Mahn- und Gedenkstätte Buchenwald und ist Mitarbeiterin des Weimarer Stadtmuseums. Seit 1999 ist sie lizenzierte Stadtführerin und freie Mitarbeiterin der Klassik Stiftung Weimar  beziehungsweise der Tourist Information Weimar. Sie steuerte zahlreiche Artikel im Weimar. Lexikon zur Stadtgeschichte bei. Überhaupt veröffentlicht sie hauptsächlich zur Stadt- und Kulturgeschichte Weimars. Sie ist Mitglied im Bundesverband der Gästeführer in Deutschland e.V. (BVGD).

## Werke (Auswahl)
- zus. mit Jens Riederer: 350 Jahre Zwiebelmarkt: von der Ersterwähnung 1653 bis 2003; Dokumente, Fotos, Chronik, hrsg. im Auftrag der Stadt Weimar, Weimar 2003.
- zus. mit Peter Franke: Weimar, Nicolai, Berlin 1990.
- Renate Ragwitz: Die Frauenaussenkommandos des Konzentrationslagers Buchenwald, hrsg. von d. Nationalen Mahn- u. Gedenkstätte Buchenwald, Weimar 1982.
- Frauenpersönlichkeiten der Weimarer Klassik: der Umgang hier scheint mir sehr angenehm und gar nicht kostspielig, hrsg. von Ulrike Müller in Zusammenarbeit mit der Landeszentrale für Politische Bildung Thüringen. Beiträge von Renate Ragwitz, VDG, Weimar 1998.
- Walter Steiner, Renate Ragwitz Frank Funke, Anke Bickel: Weimar 1945. Ein historisches Protokoll. Hrsg. Stadtmuseum Weimar. Weimar 1997. ISBN 3-910053-29-7.
- Sozialdemokraten gegen Hitler; die Widerstandsgruppe Nehrling-Eberling in Weimar; Berichte und Dokumente, Weimar 1993.